# Kloster Hude
Das Kloster Hude (Lateinisch Portus sanctae Mariae) ist eine ehemalige Zisterzienserabtei in der Gemeinde Hude im Landkreis Oldenburg (Niedersachsen/Deutschland), deren Baulichkeiten zum Teil erhalten sind.

## Geschichte
Ausgehend vom Stammkloster des Zisterzienserordens, Citeaux, wurde das Kloster 1232 als Tochterkloster von Kloster Mariental, einem Tochterkloster von Kloster Altenberg aus der Filiation der Primarabtei Morimond, gegründet. Die Wahl des Bauplatzes in einem abgelegenen Bachtal und die Anordnung der Gebäude entsprechen der Tradition der Zisterzienser. Zuvor war etwas entfernt, in Bergedorf, ein Kloster wohl für das Seelenheil des ermordeten Grafen Christian gestiftet worden. Doch da das Umland für die Landwirtschaft als ungeeignet befunden wurde, baten die Mönche den Grafen Moritz um einen neuen Platz, der ihnen mit Hude gewährt wurde.
Die wirtschaftliche Basis des Klosters bildeten die reichen Landschenkungen nach der Niederlage der Bauern des Landes Stedingen im Stedingerkrieg 1234 bei Altenesch. Die in Hude hergestellten Tonwaren, Webwaren sowie die eigene Ziegelei erreichten wie bei Zisterziensern üblich höchste Qualität.
Bis 1306 bezog das Kloster Bier aus Bremen; danach übernahmen die Mönche das Bierbrauen selbst.
In seiner Blütezeit war das Kloster Hude das geistliche und wirtschaftliche Zentrum der Region. Davon zeugt unter anderem, dass die Kirche über mehr als zwei Jahrhunderte den Grafen von Oldenburg als offizielle Grablege diente.
1482 kam Kloster Hude unter die Herrschaft des Bistums Münster. Soziale Umbrüche im Verlauf der Reformation führten zum Niedergang des Klosters bis zu dessen Auflösung im Jahr 1536 durch den Landsknechtführer und Drost von Delmenhorst Wilke Steding. Aufgrund der großen Nachfrage an hochwertigem Baumaterial wurden Teile der Anlage (der Kreuzgang und die angrenzenden Gebäude) bis zu deren Erwerb durch Kurt Veit von Witzleben im Jahr 1687 abgebrochen. Der Liebesteiner Zweig der Familie von Witzleben, seit 1687 bis heute im Besitz des gesamten Anwesens, bewohnt das zum Gutshaus umgebaute ehemalige Abtshaus des Klosters und nutzt die angrenzenden Gebäude.

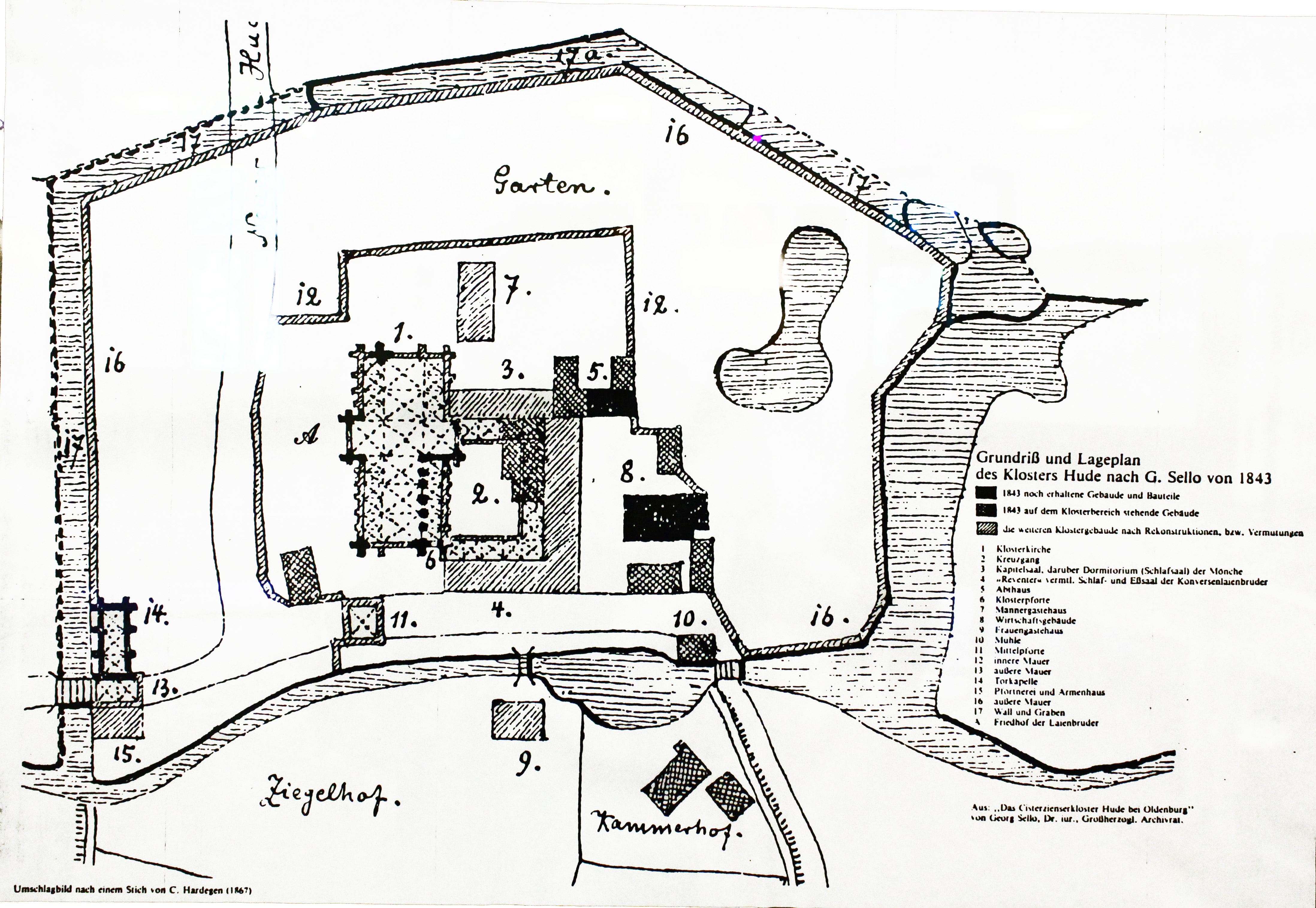
Lageplan des Klosters nach G. Sello 1843

## Anlage

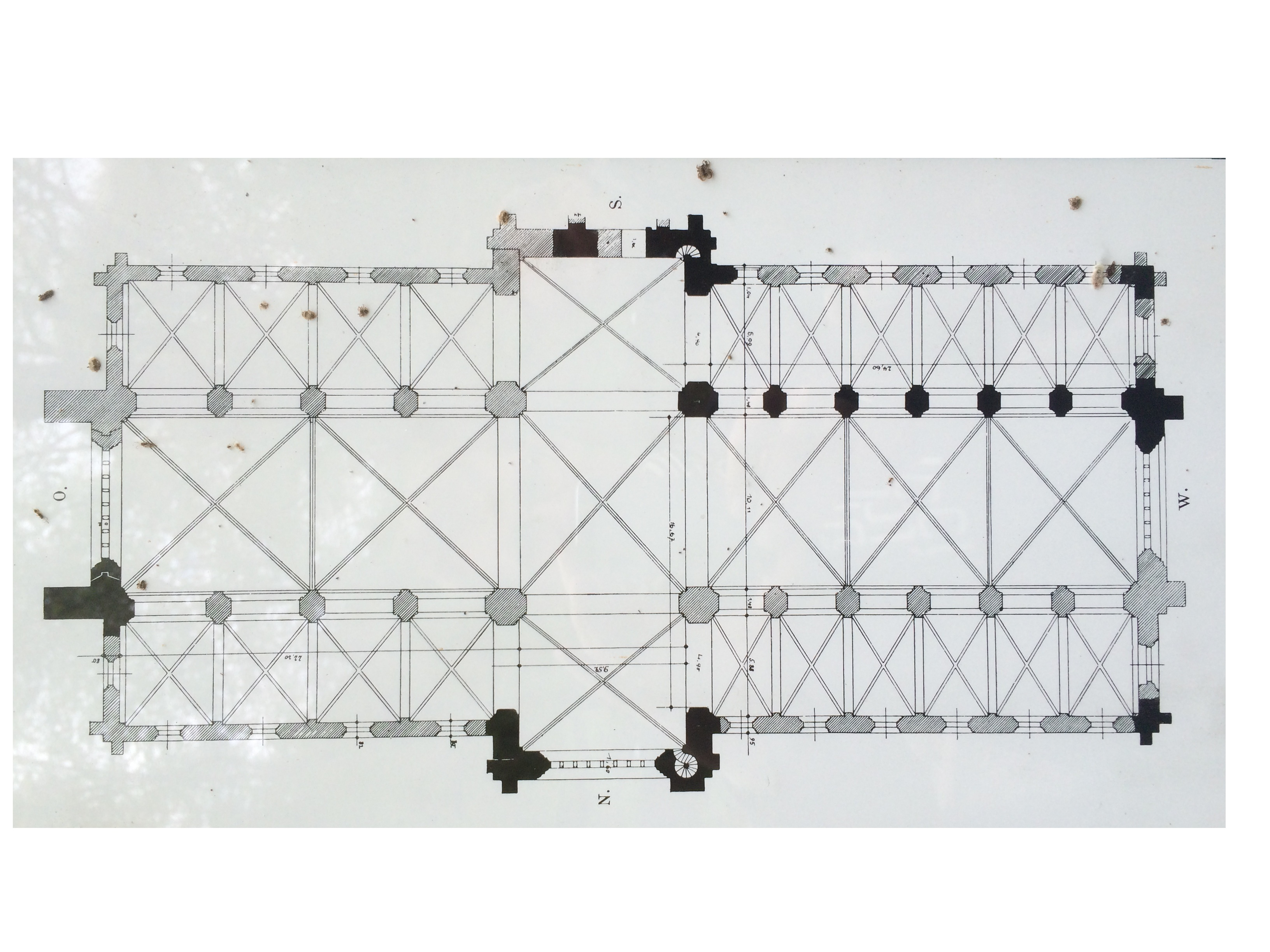
Grundriss Kloster Hude

Von der im 13. Jahrhundert im Stil der Backsteingotik errichteten Anlage sind Teile der ehemals dreischiffigen, gewölbten Klosterkirche mit Querhaus (Ecken der Westwand, Nordwand des Querschiffs, südliche Mittelschiffsmauer des dreijochigen Langhauses im gebundenen System) mit zahlreichen Formsteinen und Glasuren als Ruine sowie die Torkapelle vom Ende des 13. Jahrhunderts (heute St.-Elisabeth-Kirche) und das Abthaus erhalten. Die erhaltene Langhaussüdwand zeigt sechs spitzbogige Arkaden, ein Blendtriforium aus sechsmal zwei Spitzbogen, diese beiden Geschosse übergreifende Pfeilervorlagen und Gesimse. Das dritte Langhausgeschoss geht wohl auf einen Planwechsel zurück. Es zeigt drei hochragende Spitzbogenfenster, die von je zwei steigenden Spitzbogenblenden flankiert werden. In den Gebäuden südlich der Kirche haben sich Reste der Klausurgebäude erhalten.

## Rezeption
Zur Zeit der Malerei der Deutschen Romantik war die Kirchenruine ein beliebtes Motiv. Dem Zeitgeist des 19. Jahrhunderts entsprechend wurde die malerische Ruine inmitten der üppigen Natur wie in einem Landschaftsgarten dargestellt. Die wohl bekannteste Darstellung stammt von Daniel Chodowiecki und zierte den Titel der Geschichte des Herzogthums Oldenburg (1794–1796) von Anton von Halem.

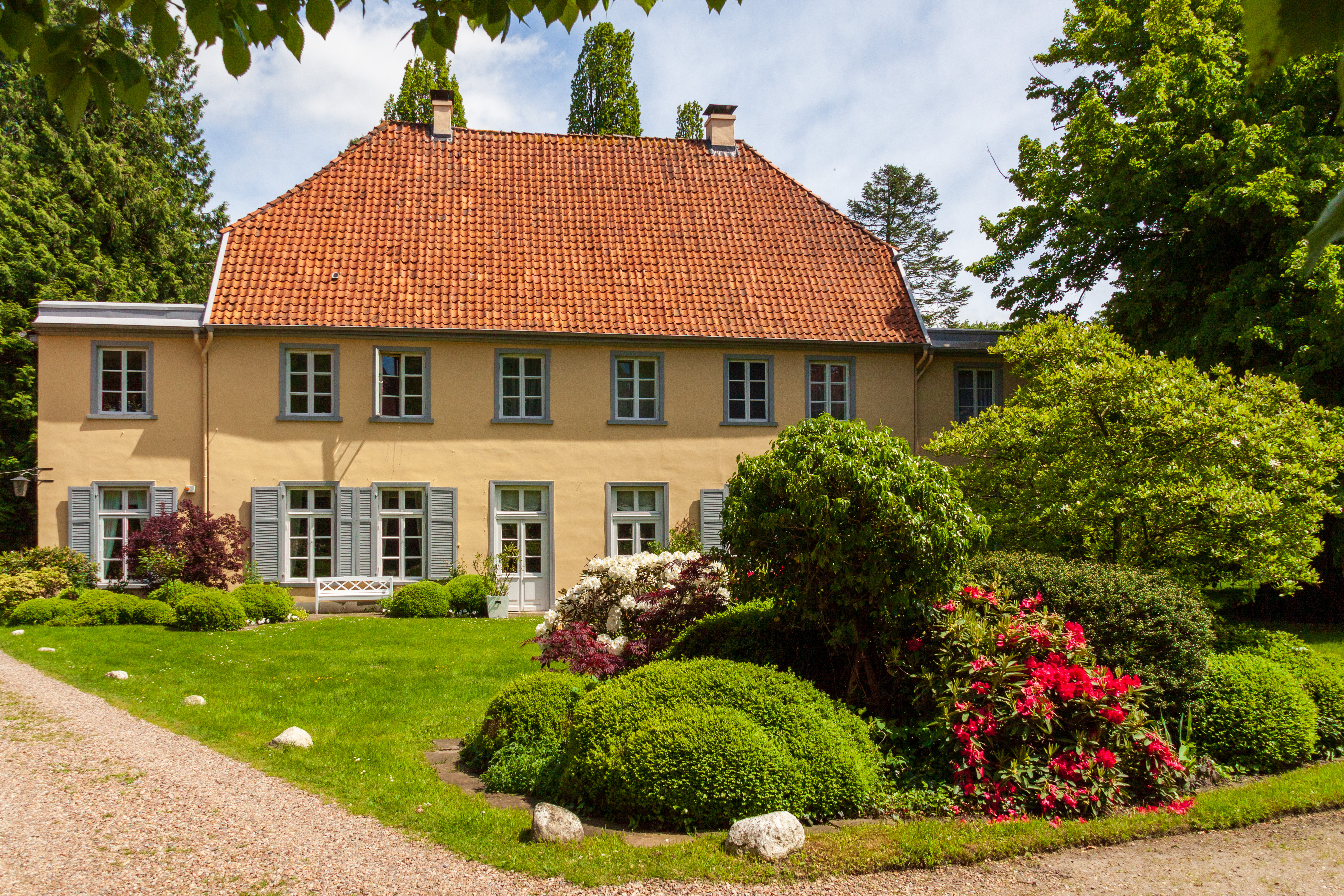
Abtshaus
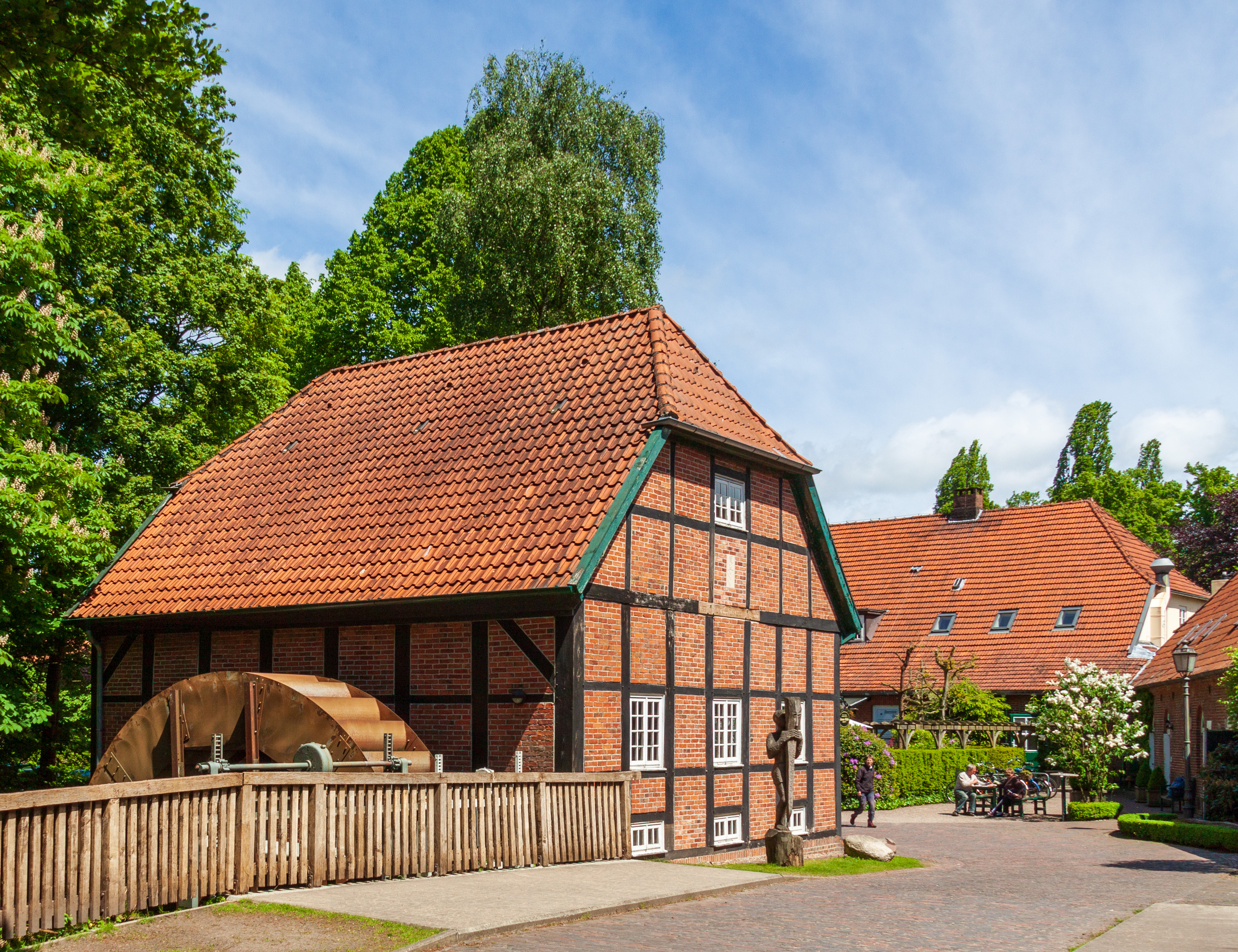
Klostermühle
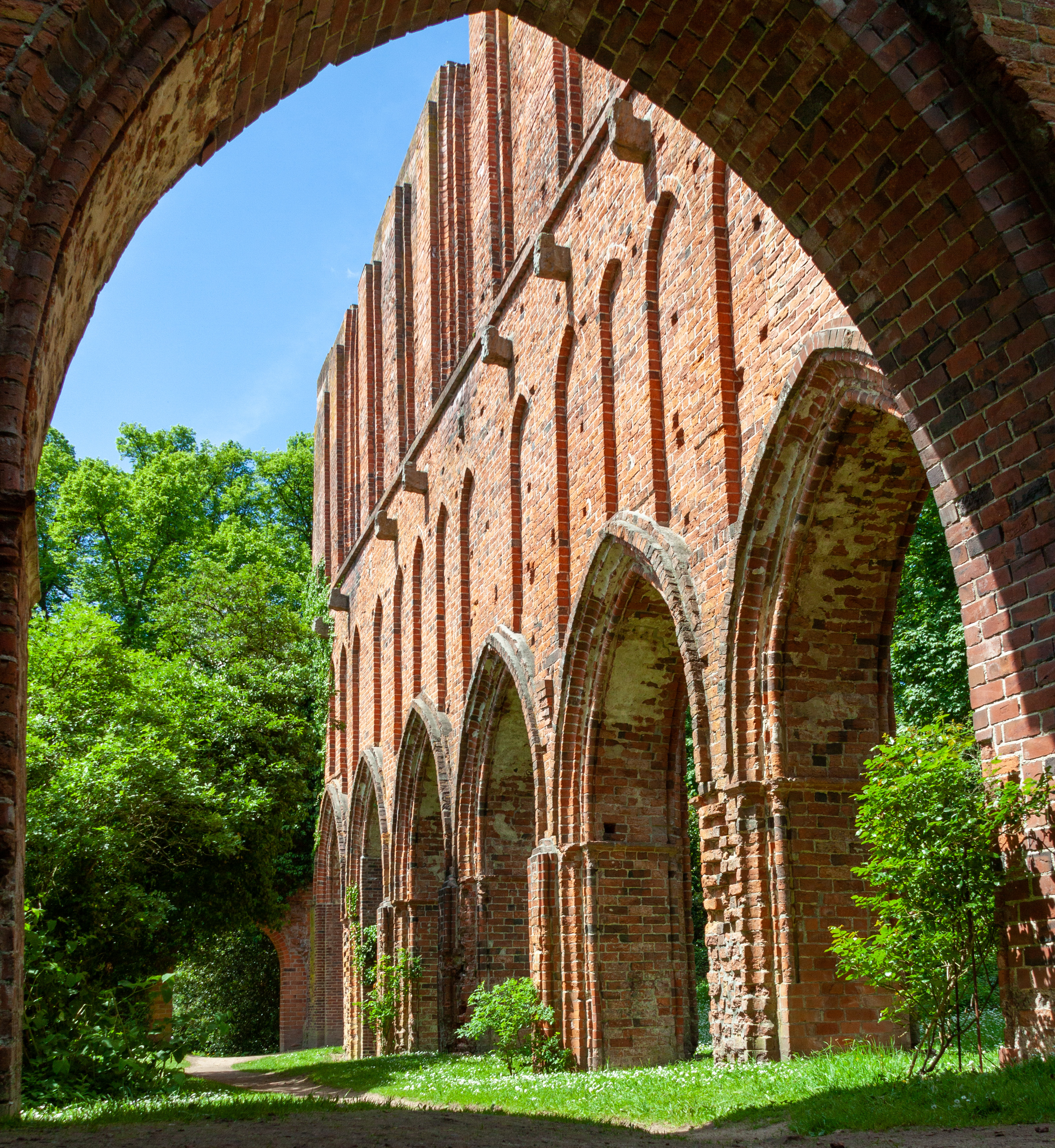
Klosterruine
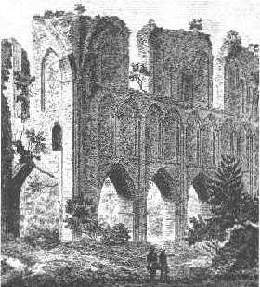
Südliche Mittelschiffsmauer, Bild von Hardegen 1867
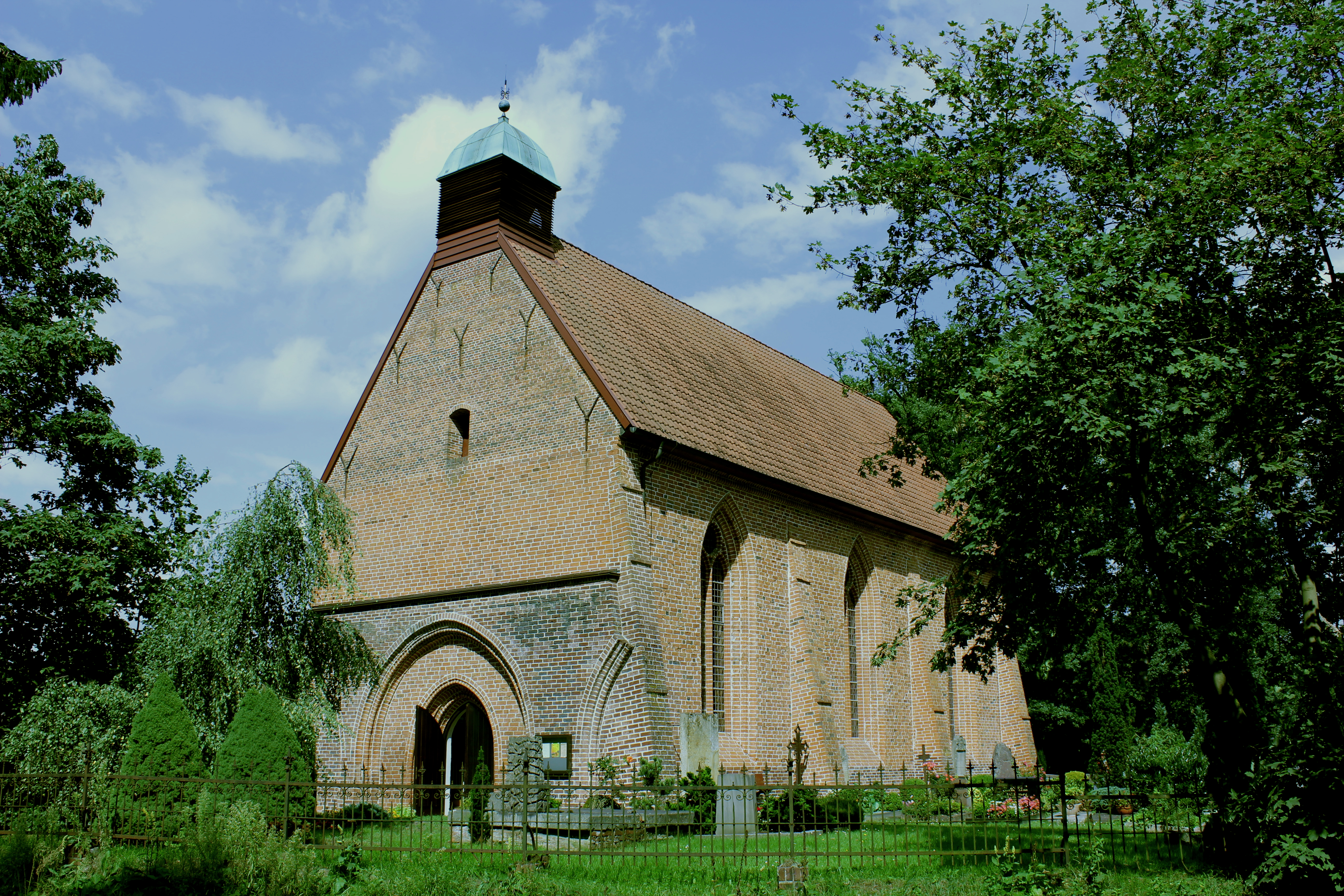
St. Elisabeth-Kirche bei der Klosterruine in Hude